# Гурий (Степанов)
Архиепископ Гу́рий (в миру Алексе́й Ива́нович Степа́нов; 3 [15] октября 1880, Чебоксары, Казанская губерния — 1 ноября 1937, Горький) — епископ Православной российской церкви, архиепископ Суздальский, викарий Владимирской епархии.
Духовный писатель, лингвист-монголовед. Доктор церковной истории (1916).

## Биография
Родился в семье отставного унтер-офицера.
В 1893 году окончил Чебоксарское городское трёхклассное училище, в 1896 году — Чебоксарское духовное училище, в 1902 году — Казанскую духовную семинарию.
16 апреля 1905 года пострижен в монашество с именем Гурий в честь святителя Гурия Казанского. 24 июня рукоположён во диакона, 26 марта 1906 года — во иерея.
В 1906 году окончил Казанскую духовную академию со степенью кандидата богословия, правом преподавания в семинарии и получения степени магистр богословия без нового устного испытания. Был лучшим студентом на курсе, его кандидатская работа «Буддизм и христианство в их учении о спасении» была признана соответствующей по научному уровню магистерской диссертации и удостоена студенческой Макарьевской премии.
По специальным предметам монгольского отдела приобрёл настолько блестящие познания, что по окончании академии без дополнительной подготовки был допущен к преподаванию этих предметов студентам.
Член Совета Казанского отдела Русского собрания, эконом архиерейского дома, лауреат Макариевской премии (1906), год стажировался в Санкт-Петербургских Академии наук и университете, затем работал в архиве Калмыцкого управления и духовной консистории, магистр богословия (1909),
Магистр богословия (1909). Доктор церковной истории (1916; тема диссертации: «Очерки по истории распространения христианства среди монгольских племён»). В 1906—1909 годах — исполняющий должность доцента по кафедре калмыцкого языка Казанской духовной академии. В 1909—1910 годах стажировался в Санкт-Петербургских Академии наук и университете, затем работал в архиве Калмыцкого управления и духовной консистории. С 29 сентября 1910 года — экстраординарный профессор Казанской духовной академии. В 1911 году наблюдатель и преподаватель Миссионерских курсов в Казани.
С 1912 года — архимандрит, инспектор Казанской духовной академии. С 22 сентября 1912 года одновременно временный преподаватель миссионерских предметов на миссионерских курсах. С 1916 года — ординарный профессор Казанской духовной академии по кафедре миссионерских предметов. Автор трудов по буддизму.
Пользовался среди учащихся большим авторитетом, его называли душой казанского академического иночества. В своей квартире устраивал учёные собрания, на которых преподаватели и студенты обменивались мнениями по разным вопросам, в том числе и политическим.
Член Поместного собора Православной российской церкви 1917—1918 годов по избранию от монашествующих, участвовал во всех трёх сессиях, секретарь XI и член II, III, IX, XII отделов.
В июле — августе 1919 года назначен управляющим Московского Сретенского монастыря, а впоследствии стал его настоятелем. Товарищ председателя Миссионерского совета при Синоде.
В октябре начались первые аресты насельников обители. Архимандрит Гурий был арестован 3 октября и помещён в Бутырскую тюрьму.
В 1920 году — архимандрит Московского Покровского миссионерского монастыря.

### Архиерей
8 февраля 1920 года хиротонисан во епископа Алатырского, викария Симбирской епархии. При этом он оставался в Москве и до 2 апреля управлял Сретенским монастырём, а позже московским Покровским монастырем. Священнослужители Москвы в это время при совершении служб в разных храмах должны были уведомлять об этом организационно-учётный отдел Моссовета.
27 июня 1920 года арестован вместе с епископом Феодором (Поздеевским) в связи с тем, что при проведении обыска в монастыре у его ворот собралась толпа. Приговорён к заключению в лагере до конца гражданской войны, по амнистии этот приговор был заменён тюремным заключением на 5 лет. Находился в заключении в Бутырской и Таганской тюрьмах. 24 марта 1922 года освобождён.
В 1922—1923 годах проживал в Москве без права выезда, управлял Покровским монастырём, входил в состав консервативной группы архиереев, возглавляемой владыкой Феодором (Поздеевским).
3 августа 1923 года распоряжением патриарха Тихона № 54 «В заботах о благоустроении Петроградской епархии и для удовлетворения ходатайств верующих — Временное Высшее Церковное Управление поручает Вашему Преосвященству вступить во временное управление православными приходами Петроградской епархии. Одновременно с сим поручается Вашему Преосвященству забота и архипастырское попечение и о православных приходах Псковской епархии».
Как писал он сам в обращении патриарху Тихону 22 марта 1924 года: «по назначении его летом прошлого года, на Петроградскую кафедру в связи с попечением о приходах Пскова вечером выехал к месту назначения, — а утром, по приезде в Петроград, — узнал о массовых арестах священников. По приезде во Псков, попал в полосу тоже массовых арестов, был закрыт Елеазаров монастырь и сам Гурий провел в заключении 4 месяца».
Освобождён после 4 месяцев заключения, когда в Петроград был назначен новый управляющий епархией. Вернулся в Москву. (Указание, в том числе в Православной энциклопедии, на то, что «епископ уехал в Псково-Печерский монастырь, где поступил в число братии», совершенно недостоверно: монастырь находился тогда за границами РСФСР, на территории «буржуазной» Эстонской Республики).
7 февраля 1924 года назначен архиепископом Иркутским, но как написал он в том же обращении: «До настоящего времени я не могу получить положительных гарантий на благонадежное пребывание в Иркутске. Убедившись ныне, что получение подобной гарантии в виду своей политической физиономии невозможно, я должен, на основании бывшего опыта, необходимо заключить, что мое появление в Иркутске не только не принесет ожидаемой пользы, но неизбежно вызовет расстройство в тамошней православной довольно устойчивой церковной жизни. При так сложившихся условиях, не сочитете ли Ваше Святейшество, целесообразным — применительно к церковным правилам и ради блага церковного, отменить сделанное Вами назначение меня архиепископом Иркутским», однако Патриарх Тихон 26 марта 1924 года составил резолюцию: «Мне достоверно известно, что со стороны сов. власти нет препятствий к выезду и пребыванию Вашему в Иркутске как епархиальному архиерею, а посему предлагаю Вам без промедления выехать к месту назначения».
В 1924 году вновь ненадолго арестован. В ноябре 1925 года был арестован в Московском Покровском монастыре по делу митрополита Петра (Полянского) и заключён в Бутырскую тюрьму.
21 мая 1926 года осуждён Особым совещанием при Коллегии ОГПУ на 3 года ссылки в Сибирь, которую отбывал в Якутии. 8 октября 1928 года вновь осуждён на 3 года высылки «с прикреплением к определённому месту жительства».
25 июня 1930 года назначен архиепископом Костромским; назначения не принял.
13 августа 1930 года назначен архиепископом Суздальским, викарием Владимирской епархии. По собственным воспоминаниям: «Последнее назначение меня управляющим Владимирской епархией мною было принято. Я поехал в Иваново-Вознесенск на предмет регистрации, но меня там не зарегистрировали, а взяли мой адрес и обещали уведомить письменно о разрешении служить. Вернувшись в Москву, я вскоре заболел болезнью, осложнившейся невритом правой руки и расширением подключичной артерии, и с 12 марта 1930 года я проживал под Москвой, лечился и фактически церковными делами не занимался».
В 1931 года арестован по делу «филиала Истинно-православной церкви». В 1932 году осуждён на 3 года ИТЛ, срок отбывал в лагере под Новосибирском, где был вновь арестован.
К 1937 году проживал на покое в гор. Арзамас. Как участник «к/р церковно-фашистской диверсионно-террористической организации», якобы возглавляемой А. И. Черноуцаном, Тройкой НКВД приговорён к расстрелу (виновным себя не признал) и 1 ноября 1937 года расстрелян в Горьком.

## Канонизация
В 1981 году решением Архиерейского Собора РПЦЗ канонизирован в лике священномученика со включением Собор новомучеников и исповедников Российских.

## Труды
- Христианский взгляд на собственность // Деятель. 1904. № 3.
- Ветхозаветная политика // Странник. 1905. № 10.
- К вопросу о панмонголизме. Казань, 1905.
- Государство и Церковь // Тамбовские ЕВ.
- Преосвященный Вениамин [Пуцек-Григорович], митрополит Казанский и Свияжский. Казань, 1906.
- Неоидеализм и христианство // Возрождение. 1907. Кн. 2 (май).
- Христианство пустоты; Учение древнего буддизма; Тайна христианской жизни // Вера и Церковь. 1907. № 2, 6-8.
- Калмыки // Православная богословская энциклопедия. Т. 8.
- К статье Г. А. Воробьёва «Вениамин Пуцек-Григорович» // Русская старина. 1908. Т. 133.
- Похвальное слово в честь и память святейшего патриарха Гермогена; Блаженная кончина архиепископа Димитрия // Известия по Казанской епархии. 1908. № 11.
- Жемчужина христианства. Казань, 1908.
- Болезнь и кончина Архипастыря; Слово на день св. Архистратига Божия Михаила // Православный собеседник. 1908. № 5, 11.
- Философия буддизма. // Православный собеседник. 1908. Январь, март;
- Тайна христианской жизни. Казань, 1908 (переиздание: М., 2002);
- Буддизм и христианство в их учении о спасении. Казань, 1908;
- Философия смерти и религия жизни. (Буддизм и христианство). Сергиев Посад, 1908.
- Нигилистический принцип буддийской философии. // Православный собеседник. 1909. Апрель;
- Первые (дошедшие до нас) труды по исследованию калмыцкого языка. Казань, 1910.
- О крещеных калмыках в станицах астраханского казачьего войска // Православный собеседник. 1910. № 3.
- О переводческой деятельности на калмыцкий язык // Православный собеседник. 1910. № 7/8.
- Православная миссия среди ламаитов и меры к ея наилучшей постановке по трудам Казанского и Иркутского миссионерских съездов; Православная миссия среди калмыков.; Слово на день архистратига Божия Михаила // Православный собеседник. 1911. № 1, 3-8, 12.
- О богопознании. Казань, 1911.
- Донские калмыки и история их христианского просвещения. СПб., 1911.
- Из истории протестантской миссии среди калмыков. Астрахань, 1911.
- Работа по дневнику о. Иоанна Кронштадтского «Моя жизнь во Христе» // Православный собеседник. 1912. № 4.
- Первая православная миссия калмыков и её историческая жизнь. // Православный собеседник. 1914. Февраль-апрель;
- Православная миссия среди астраханских калмыков в XVIII и XIX ст. // Православный собеседник. 1914. № 4.
- Забытая жатва. Миссионерская деятельность среди приволжских калмыков. // Православный собеседник. 1915. Январь;
- Бодимур и его критический разбор. // Православный благовестник. 1915. № 5/6, 7/8, 10, 12;
- Очерки распространения христианства среди монгольских племён. Т. 1: Калмыки. Ч. 1-2. Казань, 1915;
- Православная миссия ламаитов и меры к её наилучшей постановке. Казань, 1915;
- Der Buddhismus des Mahayana. // Anthropos. 1921/22. № 16/17; 1923/24. № 18/19.
- Якутский язык в его отношении к тюркскому и монгольскому языкам // Сб. трудов исследовательского общества «Саха Кэскилэ». Якутск, 1927. Вып. 4. С. 75-93; 1928. Вып. 5. С. 29-60; 1936. Вып. 1. С. 71-91.
- Богозданный человек (Опыт православной теодицеи жизни) // Богословские труды. М., 1974. № 12. стр. 5-72